# Erik van Saksen-Lauenburg (1472-1522)
Erik van Saksen-Lauenburg (1472 - 20 oktober 1522) was een zoon van Johan V van Saksen-Lauenburg en Dororthea van Brandenburg. In 1502-1503 was hij bisschop van Hildesheim. Hij trad af ten voordele van zijn broer Johan. Erik werd in 1508 prins-bisschop van Münster.
- Gemeinsame Normdatei: 116562714
- Virtual International Authority File: 15523170